# André Dignimont
André Dignimont est un illustrateur, peintre et graveur français, né le 22 août 1891 à Paris où il est mort le 4 février 1965.
« Figure notable de Montmartre », il est réputé pour ses estampes et ses illustrations légères dévolues à la beauté féminine.

## Biographie
Fils d'un négociant en vins, André Dignimont est d'abord élève chez les Oratoriens du collège de Juilly avant d'effectuer des études de langue en Angleterre (Craven College de Beckenham, dans le Kent où il a pour condisciple le futur comédien André Luguet dont il restera l'ami). Le retour en France en 1911 le conduit à sept années de régiment : trois années de service militaire, quatre années de guerre. André Dignimont est ensuite élève de Tony Robert-Fleury à l'Académie Julian. Installé à Montmartre, il mène alors « la joyeuse vie des rapins » — de là date son surnom « le Grand Dig » qui lui restera — en compagnie de condisciples et amis, notamment Jean-Gabriel Domergue, Roger de La Fresnaye, Louis Marcoussis, Robert Lotiron et André Warnod.
Sa carrière qui s'étend sur plus de quatre décennies, le conduisant aussi bien vers le portrait et le nu féminin — aquarelles, dessins et estampes, Dignimont ne peignant pas sur toile — que vers l'illustration des livres et le décor de théâtre, se liant par là aux artistes peintres, aux écrivains (Colette, Francis Carco, Pierre Mac Orlan) et aux comédiens. En 1927, il quitte Montmartre pour s'installer définitivement au 1, rue Boutarel dont, passionné de marché aux puces, il fera un musée d'objets insolites.
C'est plus tard qu'André Dignimont commence à s'intéresser au paysage, encouragé en cela par André Dunoyer de Segonzac, y venant aussi naturellement par ses promenades dans Paris, également par ses villégiatures estivales que restitue Françoise Py-Chereau : chez l'avocat-académicien Maurice Garçon à Ligugé dans le Poitou, dans l'Yonne chez Jules Cavaillès, à Saint-Tropez chez Colette, à Equemauville près d'Honfleur chez Henri Jeanson, près de Paimpol également où Betty de Mauduit fait de son château de Bourblanc un lieu d'accueil artistique et littéraire où Dignimont peut retrouver Pierre Benoit, Joseph Kessel, Francis Carco et Louis Touchagues.

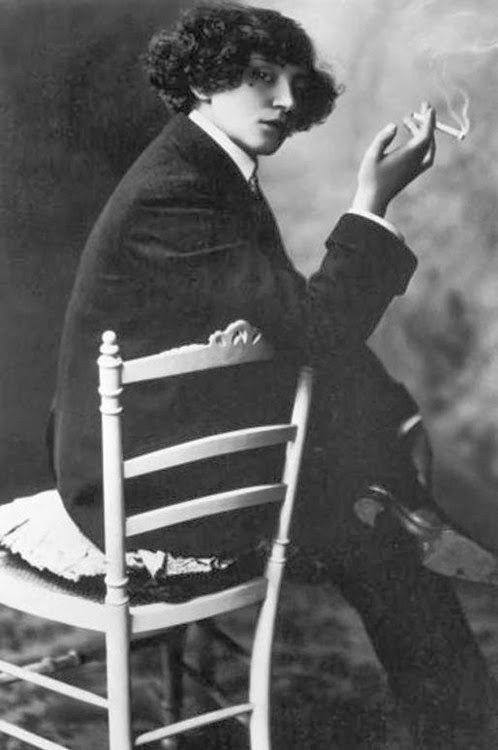
Colette

Colette le dévoile : « Quand je veux me trouver seule à seul avec vous, j'écarte poliment vos acrobates, vos matelots et vos sous-officiers à la bouche en cerise, je dis pardon à votre doux bétails féminin, je tourne à l'angle d'une maison vide dont la persienne bat, paisiblement tachée de sang, et je vous rencontre penché sur un cul-de-lampe fleuri – cœurs de Jeanette, narcisses et ancolies mêlées (n'oublions pas le myosotis !) que vous peignez soigneux, ému et rêveur comme une ancienne jeune fille ».
Il a illustré des journaux tels que Le Rire, Demain, Monsieur - Revue des élégances, des bonnes manières et de tout ce qui intéresse Monsieur, Le Crapouillot, Le Sourire, Femina, la Gazette du Bon Ton, La Guirlande, Comœdia, Flirt… En plus de son métier d'illustrateur et de peintre, il a joué des rôles secondaires au cinéma et a fait partie du jury présidé par Marcel Pagnol du Festival de Cannes 1955.

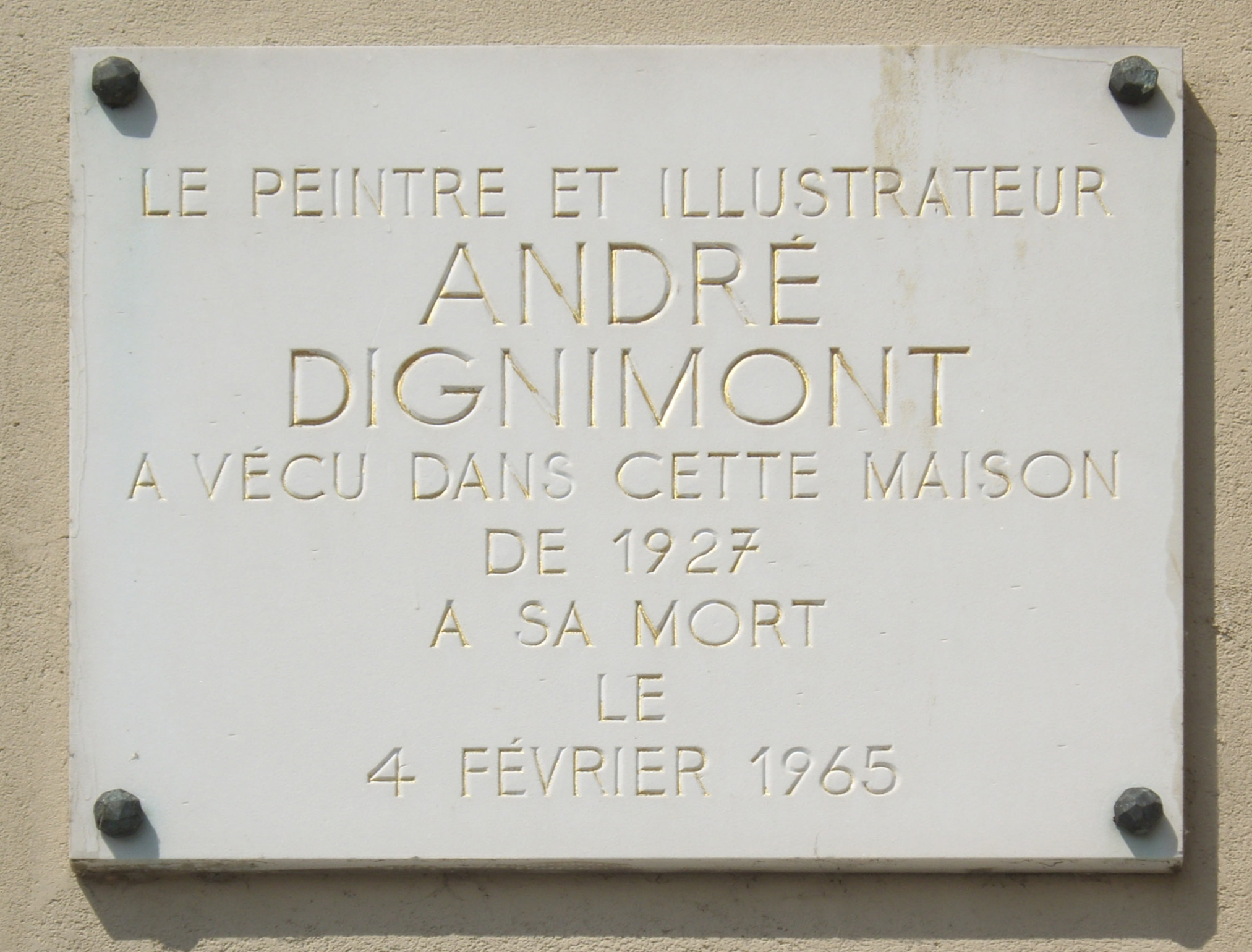
1, rue Boutarel, Paris

André Dignimont meurt à Paris le 4 février 1965. Sa tombe, au cimetière du Montparnasse à Paris (27e division), est ornée d'un médaillon en bronze avec son portrait sculpté par Paul Belmondo tandis qu'une plaque commémorative à son nom est apposée sur l'immeuble de la rue Boutarel où il vécut jusqu'à ses derniers jours. Son épouse meurt le 28 février 1981.

« Singulier caprice du destin ! Depuis l'adolescence, Dignimont n'a fréquenté que les bals musettes, les bars à matelots, les salons de maisons closes, or, pour lui rendre hommage, on rassemble ses œuvres dans les salons dorés d'un palais officiel. L'aile de son feutre rabattue sur l’œil et cigarette au bec, il n'aurait pas osé entrer. »

— Roland Dorgelès, à propos de l'exposition Dignimont au Palais Galliera, Catalogue de vente d'atelier André Dignimont, 22 octobre 1990, p. 6.

## Œuvres

### Illustrations

#### Ouvrages
- Mitsou ou comment l'esprit vient aux filles de Colette, Paris, Éditions G. Crès, 1923.
- Le Colonel Chabert d'Honoré de Balzac, Éditions Pour les Bibliophines du Palais, 1924.
- L'équipe de Francis Carco, Éditions Rouffé, 1925.
- L'homme traqué de Francis Carco, Paris, Les Arts et le Livre, 1925.
- Quatorze images, proses inédites de Pierre Louÿs, Paris, Briant-Robert, 1925.
- La maison Philibert de Jean Lorrain, Paris, Crès et Cie, 1925.
- Le roman de la mélusine d'André Lebey, Albin Michel, 1925.
- Ces messieurs-dames, ou Dignimont commenté par Francis Carco de Francis Carco, Paris, Éditions S.N., 1926.
- La vagabonde de Colette, Éditions G. & A. Mornay, Paris, Collection Les Beaux Livres, 1926.
- Le chant de l'équipage de Pierre Mac Orlan, Paris, Les Arts et le Livre, 1926.
- Marthe de Joris-Karl Huysmans, Paris, M. Seheur, 1926.
- L'annonciation de George Isarlov, Paris, H. Reynaud, 1926, illustrations d'André Dignimont, Michel Larionov, Natalia Gontcharova et Edouard Chimot.
- Amants et voleurs de Tristan Bernard, Paris, Éditions de la Roseraie, 1927.
- Un nouvel amour d'André Beucler, Paris, Éditions Au Sans Pareil, 1927.
- Le cachemire écarlate de Jacques de Lacretelle, Paris, Librairie Trémois, 1927.
- Nuits de Paris de Francis Carco, Éditions Au Sans Pareil, 1927, 26 eaux-fortes d'André Dignimont, 430 exemplaires[11].
- Un soir chez Blutel d'Emmanuel Bove, Carnets littéraires, 1927.
- Mes amis d'Emmanuel Bove, Éditions Emile-Paul Frères, 1927, 14 eaux-fortes par André Dignimont, 225 exemplaires.
- Perversité de Francis Carco, La Roseraie, 1927.
- Issac - le tresseur de fil de fer de Panaït Istrati, Strasbourg, Joseph Heissler, 1927.
- Contes de la chaumière & Farces et moralités d'Octave Mirbeau, Les Éditions nationales, 1935.
- La Muse gaillarde de Raoul Ponchon 1939, Éditions Rieder.
- Le train de 8h. 47, de Courteline, éd. Sylvain Sauvage, 1927.
- Bonne fille de Jean Viollis, Paris, Éditions G. & A. Mornay, 1928.
- La Bonne Vie, de Jean Galtier-Boissière, Jonquières, 1928.
- L'ingénue libertine de Colette, Éditions la Cité des Livres, 1928.
- Loti en Amérique de François de Tessan, réalisation de bois (Slnd ?). Probablement 1928.
- Les Contes de Perrault, édition du tricentenaire, Paris, Au Sans Pareil, 1928. Illustrations d'André Dignimont, Marie Laurencin, Hermine David, Pierre Gaudon, Jean Émile Laboureur, Chas Laborde, Jean-Gabriel Daragnès.
- Nuits aux bouges de Pierre Mac Orlan, Paris, Flammarion, 1929.
- L'entrave de Colette, Éditions G. & A. Mornay, Paris, Collection Les Beaux Livres, 1929.
- Complémentaires de Francis Carco, Paris, Émile Hazan et Cie, 1929.
- Jésus-la-Caille de Francis Carco, Paris, Émile Hazan et Cie, 1929.
- Les innocents de Francis Carco, Paris, Émile Hazan et Fils, 1930, eaux-fortes d'André Dignimont.
- Trois contes : Boule de Suif - La Maison Tellier - Le port de Guy de Maupassant, Paris, Excelsior, 1930[12].
- L'assommoir d'Émile Zola, Paris, Javal et Bourdeaux, 1931.
- Les colonies françaises, ouvrage collectif, tirage 921 exemplaires, 21 illustrations en couleurs par 21 illustrateurs dont Hermine David, André Dignimont, Jean Dufy, Édouard Goerg, Pierre Hodé, André Lhote, Les Éditions de la Girafe, 1931 (édité pour l'Exposition coloniale de 1931).
- Œuvres complètes de Georges Courteline, 10 volumes, Librairie de France, 1939-1931, l'un illustré par André Dignimont.
- La bataille de Claude Farrère, Paris, L'Atelier du Livre, 1932.
- L'homme qui assassina de Claude Farrère, Paris, L'Atelier du Livre, 1932.
- Affaires de cœur, participations de Colette, Abel Hermant, Abel Bonnard, Paul Morand, André Dignimont, Hermine David, Jean Berque, Jean Deluermoz, Paris, Éditions Laboratoire Nativelle, 1934.
- Sébastien Roch d'Octave Mirbeau, Paris, Les Éditions Nationales, 1934-1936.
- Contes de la chaumière suivi de Farces et moralités d'Octave Mirbeau, Paris, Les Éditions Nationales, 1934-1936.
- Les Cahiers de Colette, édités par les Amis de Colette, 1er cahier, 1935.
- Paris, 1937, ouvrage collectif, 62 lithographies par 62 artistes, dont : Francis Carco, Faubourg Montmartre, lithographies d'Édouard Vuillard et André Dignimont, 500 exemplaires numérotés, Imprimerie Daragnès pour la Ville de Paris, Exposition universelle de 1937.
- Ce que j'ai vu en chiffonnant la clientèle de Paul Poiret, Paris, Librairie des Champs-Élysées, 1938.
- Les innocents de Francis Carco, J. Ferenczi et fils, 1938.
- Mimi Pinson d'Alfred de Musset, Paris, Gründ, 1941.
- Ballade de la geôle de Reading d'Oscar Wilde, Paris, Librairie Marceau, 1942.
- Le Grand Meaulnes d'Alain-Fournier, Émile-Paul Frères, 1942.
- La Duchesse de Langeais d'Honoré de Balzac, Paris, Éditions Rombaldi, 1942.
- Les fêtes galantes de Paul Verlaine, Paris, Creuzevault, 1942.
- Amanda d'Yves Gandon, Paris, Marcel Lubineau, 1942.
- Des goûts et des couleurs de Sacha Guitry, Paris, Éditions de la Galerie Charpentier, 1943.
- La belle amour de Jean Galtier-Boissière, Paris, Éditions La Bonne Compagnie, 1943.
- Croix de Vénus de Charles Plisnier, Éditions Correa, 1943.
- Sonnets d'amour de Pierre Ronsard, Joachim du Bellay, Louise Labé, Rémy Belleau, Étienne Jodelle, Agrippa d'Aubigné, Gérard de Nerval, José Maria de Heredia, frontispice d'André Dunoyer de Segonzac, vignette de titre et bandeau de Robert Bonfils, eaux-fortes de Camille Berg, Michel Ciry, Luc-Albert Moreau, Jean-Gabriel Daragnès, Jean Frélaut, Maurice Savin, André Jacquemin, Demetrios Galanis, Henri Vergé-Sarrat, Jacques Boullaire, Roger Wild, Jean-Eugène Bersier, Hermine David, Marie Laurencin, Henry de Waroquier, Édouard Goerg, André Dignimont et Yves Brayer, 326 exemplaires numérotés, Compagnie française des arts graphiques, Paris, 1943.
- Le Mariage de Minuit d’Henri de Régnier, Bruxelles, Éditions du Nord, collection « Les Gloires littéraires », 1944.
- Trois-Six-Neuf de Colette, Paris, Éditions Correa, 1944.
- Présentation de 1900 de Léon-Paul Fargue, Paris, Les Éditions Nationales, 1944.
- Autant en emporte le vent de Margaret Mitchell, 2 volumes, Gallimard, 1945.
- Jours de gloire : Histoire de la Libération de Paris, préface du Général Marie-Pierre Kœnig, textes de Colette, Paul Éluard, Paul Valéry, Charles Vildrac, Alexandre Arnoux et André Billy, frontispice de Jean-Gabriel Daragnès, 4 eaux-fortes et 17 dessins par André Dignimont, gravure au burin et 2 dessins par Pablo Picasso, 4 eaux-fortes et 25 dessins par Louis Touchagues, 1 050 exemplaires numérotés, Paris, Éditions D. Lambusier, 1945.
- À la manière de… - Présentation de Raymond Escholier d'André Guilmin, 20 planches couleurs par Gus Bofa, Hermine David, André Dignimont, André Dunoyer de Segonzac, Chas Laborde, Jean-Émile Laboureur, Mariette Lydis, Berthold Mahn, Imprimerie Marcel Besson, Grenoble, 1945.
- Pudeur d'André Billy, Éditions Vigneau, 1946.
- De la musique encore et toujours de Stéphane Mallarmé, Jean Cocteau et Paul Éluard. Illustrations d'André Dignimont, Maurice Brianchon et Roger Wild, Paris, Éditions Tambourine, 1946.
- Rebecca de Daphne du Maurier (2 tomes), Monte-Carlo, Éditions du Livre, 1947.
- La Citadelle d'A.J. Cronin, Monte-Carlo, Éditions du Livre, 1947.
- Ombres vivantes de Francis Carco, gravures par André Dignimont, Paris, Éditions Galerie Charpentier, 1947.
- Les chansons de Bilitis de Pierre Louÿs, traduit du grec, lithographies de Dignimont, Éditions du Livre Monte Carlo, 1947.
- Journal littéraire - Fragment de Paul Léautaud, Paris, L'Originale, 1948.
- Récits, romans, soties d'André Gide, 60 aquarelles et gouaches, dont André Dignimont, NRF, 1948.
- Quai des brumes de Pierre Mac Orlan, gravures d'André Dignimont, 250 exemplaires numérotés, Paris, Arc-en-ciel, 1948.
- La Femme sacrée, textes de Jean Cocteau, Colette, Marcel Achard, Germain Nouveau, Louise de Vilmorin, Marcel Aymé, Guillaume Apollinaire, 9 illustrations par Jean Cocteau, Kees van Dongen, Henri Matisse, Jean-Gabriel Daragnès, Christian Bérard, Leonor Fini, André Dignimont, Marcel Vertès et Louis Touchagues, 2 000 exemplaires numérotés, Paris, Éditions Elle, 1948.
- Almanach de Paris An 2000, participations d'André Beucler, Colette, Jean Cocteau, Jean Giraudoux, Louise de Vilmorin, Raoul Dufy, André Dignimont, Paul Colin, Jean-Gabriel Daragnès, Kees van Dongen, Cassandre. Centre d'échanges artistiques internationaux, 1949.
- Morsure de Francis Carco, Monte-Carlo, Èditions du Livre, 1950.
- La Bohème et mon cœur de Francis Carco, Paris, André Sauret, 1950.
- Album-souvenir : Tabarin 1947 de Brénot, Alex Rakoff et André Dignimont, Paris, BIEP, 1950.
- La Hollande de Camille Mauclair, Arthaud, 1951.
- Lettres à l'inconnue d'André Maurois, La Jeune Parque, 1953.
- Les hommes de bonnes volonté de Jules Romains, Paris, Flammarion, 1954.
- L'art d'aimer à travers les âges d'André Gillois, 3 volumes, douze eaux-fortes dont une par André Dignimont, Paris, Vial, 1954-1955.
- Les poésies complètes de Francis Carco, avec Lucien Fontanarosa, Maurice de Vlaminck et Yves Brayer, NRF, 1955.
- De grandes espérances de Charles Dickens, 3 volumes, André Sauret, 1956.
- Chefs-d'œuvre : Thérèse Raquin - La faute de l'abbé Mouret - L'assomoir - Nana d'Emile Zola, Fasquelle/Gallimard, illustrations d'André Dignimont, Gus Bofa, Émile Grau-Sala et Pierre-Eugène Clairin, 1957.
- Toi et moi de Paul Géraldy, Éditions Maurice Gonon, 1957.
- Amours de Paul Léautaud, Paris, Marcel Lubineau, 1958.
- Promenades montmartroises de Roland Dorgelès, Paris, Éditions Jacques Vialetey, 1960.
- L'amour de Ah! jusqu'à zut de Georges-Armand Masson, avec Émile Grau-Sala, Louis Touchagues et Jean Carzou, Paris, Stock, 1960.
- Paris de ma fenêtre de Colette, Paris, Éditions Trinckvel, 1961.
- Œuvres Poétiques complètes de Charles Baudelaire, Éditions Vialetay, 1961.
- Œuvres de Georges Courteline, Flammarion, 1963.
- Pierre Lyautey et Raymond Cogniat, Histoire de la France, 4 volumes avec illustrations par Paul Aïzpiri, Louis Berthomme Saint-André, Yves Brayer, Bernard Buffet, Christian Caillard, Roger Chapelain-Midy, Michel Ciry, Lucien Coutaud, André Dignimont, Lucien Fontanarosa, Michel de Gallard, Édouard Goerg, André Hambourg, Jean Jansem, Édouard Georges Mac-Avoy, André Minaux, Clément Serveau, Kostia Terechkovitch, Louis Touchagues, Pierre-Yves Trémois, Club du livre, Philippe Lebaud, 1963.
- Œuvres de Colette en 3 volumes, illustrations d'André Dignimont (Claudine), Yves Brayer, Emile Grau-Sala, Roland Oudot, André Dunoyer de Segonzac, Kostia Terechkovitch, Kees van Dongen, Marcel Vertès, Flammarion, 1970.

#### Varia
- Le Général Vuillemin, estampe[13].
- Étiquette pour le grand cru classé Mouton Rothschild 1949[14] ainsi que pour Perrier, et des produits de beauté[réf. nécessaire].

### Décors et costumes de scène
- Namouna, ballet d'Édouard Lalo, Opéra de Paris, 1934.
- La Grisi, ballet d'Henri Tomasi sur des motifs d'Olivier Metra, Opéra de Paris, 21 juin 1935.
- Louise de Gustave Charpentier, Opéra comique, Paris, 1936.
- Carmen, opéra de Georges Bizet, Opéra comique, Paris, 1938.
- L'Étoile, opéra bouffe d'Eugène Leterrier et Albert Vanloo, musique d'Emmanuel Chabrier, Opéra comique, 1941.
- Échec à Don Juan de Claude-André Puget, théâtre des Ambassadeurs, 1941.
- La Parisienne d'Henri Becque, théâtre des Ambassadeurs, 1942.
- Mais n'te promène donc pas toute nue ! de Georges Feydeau, 1942.
- La suite en blanc (extrait de Namouna) d'Édouard Lalo, Opéra de Paris, 1943.
- Guignol et Pandore, ballets de Serge Lifar sur une musique d'André Jolivet, Opéra de Paris, 1944.
- La patronne d'André Luguet, théâtre des Nouveautés, 1945.
- Le voyage de Monsieur Perrichon, comédie d'Eugène Labiche et Édouard Martin, Comédie-Française, janvier 1946.
- Le Tourbillon de Bernard Zimmer, Comédie-Française, 1946.
- La grande Jatte, ballet sur un argument de Pierre Bertin, Opéra de Paris, 1951.
- Ciboulette, opéra-comique de Robert de Flers et Gaston Arman de Caillavet, musique de Reynaldo Hahn, Opéra comique, Paris, 1953.
- Les trente millions de Gladiator, comédie vaudeville d'Eugène Labiche et Philippe Gille, Comédie-Française, novembre 1958.
- La polka des lampions de Marcel Achard, théâtre du Châtelet, 1961.

## Expositions

### Expositions personnelles
- Galerie Bernier, Paris, novembre 1928[15], mars 1930[16], 1932[17], juin 1937.
- Galerie Charpentier, Paris, 1943, 1951.
- Carroll Carstairs Gallery, New York, septembre-octobre 1937.
- Galerie Terrisse, Paris, avril 1951.
- Hommage posthume, galerie Charpentier, Paris, 1965.
- André Dignimont, illustrateur, 1891-1965, Bibliothèque nationale de France, Paris, 1967.
- Galerie Agora, Paris, 1967.
- Dignimont, musée Galliera, Paris, 1970.
- Rétrospective Dignimont (aquarelles), galerie du Cercle, Paris, octobre-novembre 1984.

### Expositions collectives

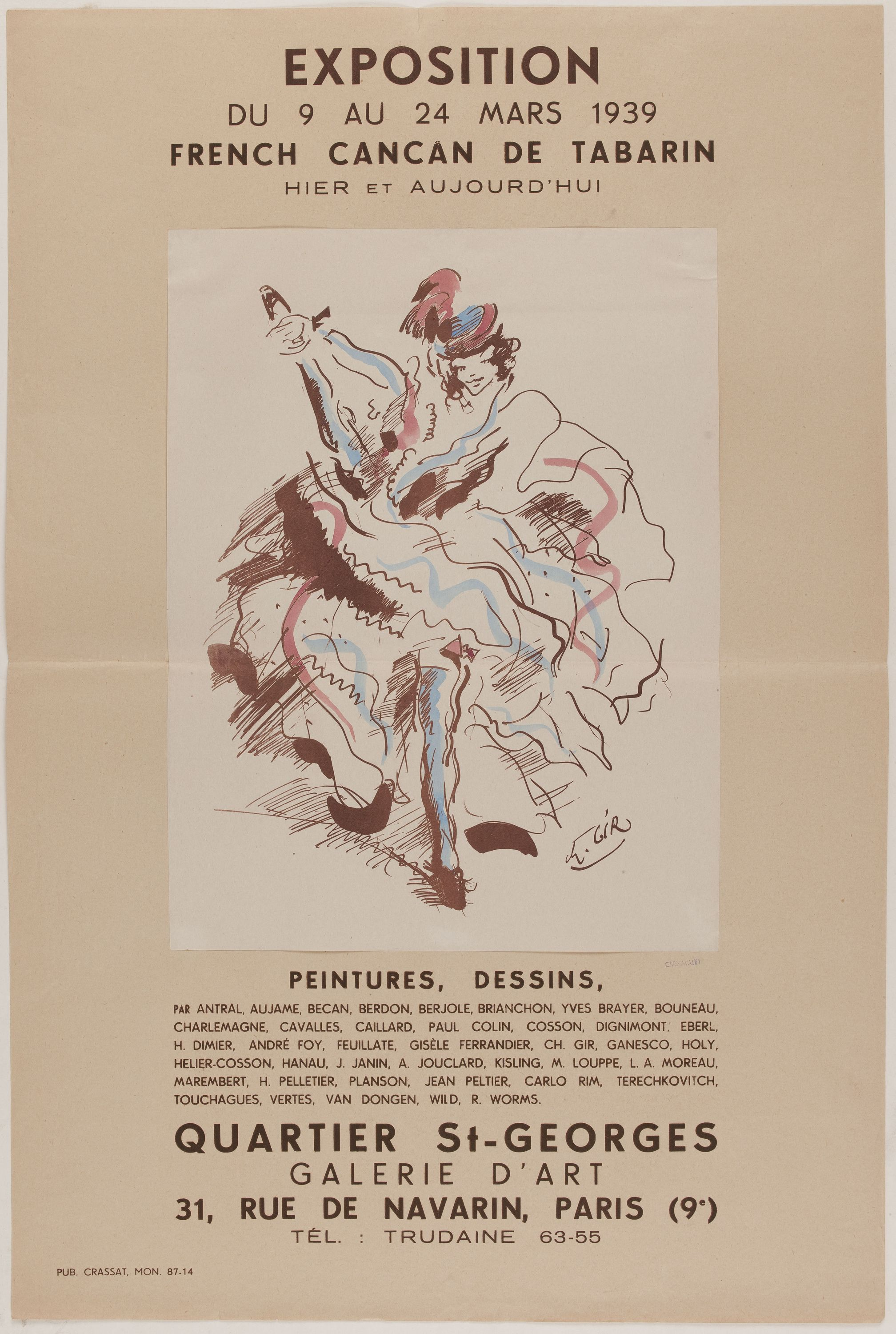
French Cancan de Tabarin jier et aujourd'hui, affiche de l'exposition, 1939

- Salon de l'Araignée (fondateur : Gus Bofa), galerie Devambez, Paris, de 1920 à 1930[18].
- Salon d'Automne, Paris, 1921[19].
- Salon des Tuileries, Paris, 1928[20].
- Exposition du quatrième groupe des artistes de ce temps, Petit Palais, Paris, mai-juin 1934[21].
- Exposition française du Caire, Grand Palais du Guezireh, Le Caire, février 1938.
- French Cancan de Tabarin hier et aujourd'hui - Jean Aujame, Bécan, Émile Bouneau, Yves Brayer, Jules Cavaillès, Paul Charlemagne, Paul Colin, André Dignimont, Raymond Feuillatte, André Foy, Charles Gir, Adrienne Jouclard, Kostia Terechkovitch, Louis Touchagues…, Galerie d'art du quartier Saint-Georges, 31, rue de Navarin, Paris, mars 1939.
- Souvenir de Corot - André Dunoyer de Segonzac, Richard Bellias, Philippe Cara Costea, André Dignimont, Jacques Van den Bussche, Maison des enfants, Viroflay, 1961.
- Histoire de France et École de Paris, galerie Drouant, Paris, 1962, exposition ensuite itinérante en musées et galeries d'art de France et de pays francophones.

## Acteur au cinéma
- La Nuit du carrefour de Jean Renoir, 1932 : Oscar.
- Chotard et Cie de Jean Renoir, 1933 : Parpaillon.
- Donne-moi tes yeux de Sacha Guitry, 1943 : l'un des peintres, aux côtés de Raoul Dufy, Maurice de Vlaminck, Kees Van Dongen, Maurice Utrillo, André Lhote, Emile Othon Friesz, André Derain, André Dunoyer de Segonzac…

## Réception critique
- « Le dessin d'André Dignimont est toujours empreint de je ne sais quelle instinctive noblesse. » - Robert Rey[22]
- « Comme Francis Carco, Dignimont ne se lasse pas de peindre le monde des filles ; il aime les bals-musettes, les mauvais lieux des ports. Mais au lieu que Carco considère ces spectacles et ces personnages avec une pitié attendrie, Dignimont se contente de n'en voir que le pittoresque. Il est peintre et ne fait pas de littérature. Auprès de ces images où une fille, un matelot, un bouquet et un accordéon s'agencent pour le plaisir des yeux, comme des divinités et des figures allégoriques dans une fresque de Tiepolo, Dignimont expose des dessins de nus dont la souplesse et la vérité sont admirables. » - François Fosca, 1929[15]
- « Précédée d'une exquise et spirituelle préface de Colette, l'exposition Dignimont nous étale des dessins souples, aisés, assaisonnés d'une pointe d'ironie, et des gouaches d'une mise en page ingénieuse et d'une couleur charmante… Il est intéressant de remarquer que Dignimont, dépouillant ces sujets de ce qu'ils ont de canaille, de misérable et d'horrible, les voit sous l'aspect de l'idylle, ce qui est en fait une transformation audacieuse. Il devient ainsi en quelque sorte le Watteau des "claques" puisqu'il utilise les filles, les souteneurs et les joyeux, de la même façon que Watteau utilisait les comédiens italiens. Il est vraisemblable que les baladins italiens dont s'inspira Watteau ne devaient pas être des âmes très nobles et très délicates. » - François Fosca, 1930[16]
- « Ses dessins nous offrent les contours souples, les plénitudes fraîches et drues de femmes qui peuvent étirer sans honte des corps jeunes et glorieux d'être beaux. » - Fabien Sollar[17]
- « Known for the personal style of his gouaches, Dignimont excels in rendering the life of the demimonde with a characteristic touch of delicate humour. » - Raymond Nacenta[23]

## Distinctions
- Commandeur de la Légion d'honneur (1953), officier (1947), chevalier (1933)[24].

## Collections publiques

### Belgique
- Arlon, Musée Gaspar (collection de l'Institut archéologique du Luxembourg)[25].

### France
- Lille, palais des Beaux-Arts.
- Nantes, musée des Beaux-arts, La Maison du Pas Périlleux de Marc Elder, 9 gravures sur bois 16,8x13,9 cm, avant 1925[26].
- Paris :
  - Fonds d'art contemporain - Paris Collections, Buste de jeune femme, sanguine 66x50cm, vers 1944[27].
  - Musée d'art moderne de la ville de Paris :
    - Nuits de Paris, livre de Francis Carco enrichi de 26 eaux-fortes originales 29x23cm d'André Dignimont, l'un des 430 exemplaires, 1927[11] ;
    - Route débouchant vers un village, aquarelle 50x43cm, 1932[28] ;
    - Paysage, encre et aquarelle 50x46cm, 1933[29] ;
    - Nu accroupi sur un siège capitonné rose, aquarelle et gouache 64x50cm, 1936[30].

  - Musée national d'art moderne.
  - Théâtre national de l'Opéra-Comique, La route de Montrichard, aquarelle 50x65cm, vers 1954 (dépôt du Centre national des arts plastiques)[31].
- Puteaux, Fonds national d'art contemporain.
- Rambouillet, résidence présidentielle (dépôts du Centre national des arts plastiques) :
  - Jardin, aquarelle, vers 1953[32] ;
  - Condé-sur-Loire, aquarelle, vers 1953[33].
- Rodez, préfecture de l'Aveyron, Le repos, aquarelle 49x64cm, 1954 (dépôt du Centre national des arts plastiques)[34].

### Roumanie
- Bucarest, musée national d'art de Roumanie.

### Suisse
- Pully, musée d'Art de Pully[35].

## Iconographie
Le sculpteur américain Cecil Howard a réalisé un buste d'André Dignimont vers 1910-1911.
Le peintre et graveur André Derain a peint son portrait, qui est, selon René Huyghe, « une de ses plus belles toiles dans cette discipline ».